# Диадемовый сифака
Диадемовый сифака, или белолобый индри (лат. Propithecus diadema) — вид сифаки семейства индриевых, величиной с собаку средних размеров: длина туловища 52 см, хвоста 46,5 см, масса от 6 до 7,25 кг. Имеет длинный мех белого цвета, на шее и макушке головы окрашена чёрным. Передние и задние конечности окрашены в золотистый цвет, ступни чёрные.
Сифака живёт семейными группами по 2—5 особей, которая занимает территорию 20 га. Обитает в дождевых лесах Мадагаскара на севере от реки Мангуру до реки Антайнамбалана. Питается листьями, цветами и фруктами. Половая зрелость наступает в возрасте 2—3 года. Самка приносит потомство (1 детёныш) каждый год. Срок жизни 25—30 лет.
Жизнь в природе этого вида является недостаточно изученной, в неволе от них потомства получить не удалось.
Иногда выделяют три подвида:
- Propithecus diadema diadema
- Propithecus diadema marshi
- Propithecus diadema perrieri